# ナゲッツ:オリジナル・アーティファクツ・フロム・ザ・ファースト・サイケデリック・エラ、1965-1968
| 専門評論家によるレビュー      | 専門評論家によるレビュー |
| レビュー・スコア              | レビュー・スコア         |
| 出典                          | 評価                     |
| ----------------------------- | ------------------------ |
| AllMusic                      | [ 1 ]                    |
| MSN Music (Consumer Guide)    | A−                       |
| Encyclopedia of Popular Music | [ 3 ]                    |

『ナゲッツ：オリジナル・アーティファクツ・フロム・ザ・ファースト・サイケデリック・エラ、1965–1968』 (Nuggets: Original Artyfacts from the First Psychedelic Era, 1965-1968)は、1960年代半ばから後半にかけてリリースされたアメリカのサイケデリックおよびガレージ・ロックシングルのコンピレーション・アルバム。

## 概要
後にパティ・スミス・グループのリード・ギタリストとなる、ニューヨークのヴィレッジ・オールディーズ・レコード・ショップのライター兼店員だったレニー・ケイによって作られた。ケイは、エレクトラ・レコードの創設者ジャック・ホルツマンの監督の下、ナゲッツをプロデュースした。 ケイはこのプロジェクトを、米国のさまざまな地域に焦点を当てたおよそ8枚のLPのシリーズとして考えていたが、エレクトラは1組の2枚組アルバムの方が商業的に実行可能であると彼を説得した。1972年にエレクトラによってLPでリリースされ、ケイによるライナー・ノーツには「パンク・ロック」という用語の最初の使用の1つが含まれていた。1976年にサイアー・レコードによって新しいカバーデザインで再発行された。1980年代に、ライノ・レコードはナゲッツを15回のシリーズでリリースし、1998年には4CDボックス・セットとしてリリースした。

## レガシー
ジョン・サヴェージは、イギリスのパンク・ロック・シーンの歴史であるイングランドのドリーミングで、ナゲッツをパンク・バンドに大きな影響を与えたアルバムとして挙げ、イギー・アンド・ザ・ストゥージズの『ロー・パワー』やヴェルヴェット・アンダーグラウンドの『ホワイト・ライト/ホワイト・ヒート』と並んで、彼の本質的なパンク・ディスコグラフィーに含めている。
他の多くのコンピレーション・アルバムは、ザ・ペブルズ、ラブル(主に1980年代にリリースされた英国の1960年代のサイケデリアの20巻)、バック・フロム・ザ・グレイブシリーズなど、ナゲッツからヒントを得ている。ナゲッツは、1960年代の無名ながら価値のあるガレージとサイケデリック・ロック・ミュージックを発掘し、リリースすることに専念する小さなレコード・レーベルの家内工業全体を生み出した。
1998年、ライノ・レコードはオリジナルのLPをCD化し、オリジナルの曲順とライナー・ノーツを再現した。ただし、オリジナルLPのシングル・ディスク・リリースをリリースするのではなく、ライノはオリジナル・ディスクを他の3枚のディスクと一緒にボックス・セットに入れて、オリジナルLPにはなかった合計91曲を追加した。一般に信じられていることとは反対に、曲の多くはアメリカのトップ40ヒットであった。オリジナルのナゲッツの3分の1以上がそのカテゴリに分類され、ライノの拡張されたセットにはストロベリー・アラーム・クロックの「インセンス・アンド・ペパーミント」(#1)、キングスメンの「ルイ・ルイ」(＃2)、サム・ザ・シャム・アンド・ザ・ファラオズの「ウーリー・ブリー」(＃2)、ミュージック・エクスプロージョンの「リトル・ビット・オ・ソウル」(＃2)、「タイム」アウトサイダーズの「Won't Let Me」(#5)などが収録されている。
キングスメンの「ルイ・ルイ」、ボー・ブラメルズの「ラーフ・ラーフ」、プレミアズの「ファーマー・ジョン」、ソニックスの「サイコ」、および「ウィッチ」、およびジェスチャの「ラン、ラン、ラン」は、セットの指定された1965年から1968年の時間枠の中には入ってない。「ルイ・ルイ」は1963年にリリースされ、残りは1964年にリリースされた。
2006年にヨーロッパで、ライノはアルバムのリマスター版をリリースし、1972年のオリジナルの収録曲を1枚のCDに収録し、オリジナルの見開きジャケットを小型化したレプリカを作成した。ただし、元のアルバムとは異なり、トラックはモノミックスを使用して提示された。 2012年、アルバムは再びリマスターされ、今回はオリジナルの1972年リリースと同じテープから直接、モノラルとステレオのミックスが収録された。2枚組のLPとデジタル形式で入手できるこのバージョンには、ケイとジャック・ホルツマンによる最新のリリース・ノートが含まれている。
Colin Larkinの「All Time Top 1000 Albums」(2000年) の第3版で479位に選ばれた。2003年、このアルバムは雑誌『ローリング・ストーン』の史上最高の500枚のアルバムのリストで196位にランクされ、2012年の改訂リストでも評価を維持した。その後、2020年版では405位にランクダウンした。

## 収録曲

### SIDE 1
1. エレクトリック・プルーンズ : I Had Too Much To Dream (Last Night) (アネット・タッカー、ナンシー・マンツ) – 3:02 (1966, #11) (リプリーズ)
2. ザ・スタンデルズ : Dirty Water (Ed Cobb) – 2:50 (1966, #11) (Tower)
3. ザ・ストレンジラヴズ : Night Time (ボブ フェルドマン、ジェリー ゴールドスタイン、リチャード ゴットラー) – 2:35 (1966、#30) (Bang)
4. ザ・ニッカーボッカーズ : Lies (Beau Charles, Buddy Randell) – 2:46 (1965, #20) (チャレンジ)
5. The Vagrants : Respect (オーティス・レディング) – 2:17 (1967、Uncharted) (アトコ)
6. Mouse : A Public Execution (Knox Henderson, Ronnie Weiss) – 3:02 (1966, #121) (Fraternity)
7. The Blues Project : No Time Like the Right Time (アル・クーパー) – 2:49 (1967, #96) (ヴァーヴ・フォークウェイズ)

### SIDE 2
1. シャドウズ・オブ・ナイト : Oh Yeah (Elias McDaniel) – 2:51 (1966, #39) (Dunwich)
2. ザ・シーズ : Pushin' Too Hard (Richard Marsh) – 2:39 (1966, #36) (GNP Crescendo)
3. The Barbarians : Moulty (Barbara Baer, Douglas Morris, Eliot Greenberg, Robert Schwartz) – 2:37 (1966, #90) (ローリー)
4. ザ・リメインズ : Don't Look Back (William McCord) – 2:45 (1966、Uncharted) (Epic)
5. The Magicians : An Invitation to Cry (アラン・ゴードン、ジェームズ・ウッズ) – 2:59 (1965、Uncharted) (コロンビア)
6. The Castaways : Liar, Liar (Dennis Craswell, Jim Donna) – 1:56 (1965, #12) (Soma)
7. 13thフロア・エレベーターズ : You're Gonna Miss Me (Roky Erickson) – 2:31 (1966, #55) (International Artists)

### SIDE 3
1. カウント・ファイブ : Psychotic Reaction (クレイグ・アトキンソン、ジョン・バーン、ジョン・ミハルスキー、ケン・エルナー、ロイ・チェイニー) – 3:09 (1966, #5) (ダブルショット)
2. The Leaves : Hey Joe (ビリー・ロバーツ) – 2:53 (1966, #31) (ミラ)
3. マイケル&ザ・メッセンジャーズ : Romeo & Juliet (Bob Hamilton, Fred Gorman) – 2:02 (1967, #129) (アメリカ)
4. クライアン・シェイムス : Sugar and Spice (フレッド・ナイチンゲール) – 2:33 (1966, #49) (Destination)
5. アンボイ・デュークス : Baby Please Don't Go (Big Joe Williams) – 5:41 (1968, #106) (メインストリーム)
6. ブルース・マグース : Tobacco Road (John D. Loudermilk) – 4:44 (1966、Uncharted) (Mercury)

### SIDE 4
1. チョコレート・ウォッチバンド : Let's Talk About Girls (Manny Freiser) – 2:45 (1967年、Uncharted) (Tower)
2. モジョ・メン : Sit Down, I Think I Love You (Stephen Stills) – 2:25 (1967, #36) (リプリーズ)
3. The Third Rail : Run, Run, Run (Arthur Resnick, Joey Levine, Kris Resnick) – 1:57 (1967, #53) (Epic)
4. サジタリウス : My World Fell Down (ジェフ・スティーブンス、ジョン・シェイクスピア) – 3:52 (1967、#70) (コロンビア)
5. ナッズ : Open My Eyes (Todd Rundgren) – 2:47 (1968, #112) (SGC)
6. The Premiers : Farmer John (デューイ・テリー、ドン・ハリス) – 2:29 (1964、#19) (ワーナー・ブラザース)
7. The Magic Mushrooms : It's-a-Happening (デビッド ライス、ソニー カセラ) – 2:47 (1966、#93) (A&M)

## 1998年 CDボックス・セット

### DISC 1
オリジナルの2枚組アルバムと同じ曲順。

### DISC 2
1. ミュージック・マシーン : Talk Talk (Sean Bonniwell) (1966, #15) (オリジナルサウンド)
2. ザ・デル・ヴェッツ : Last Time Around (Dennis Dahlquist) (1966 年、Uncharted) (Dunwich)
3. ザ・ヒューマン・ベインズ : Nobody but Me (Ronald Isley / O'Kelly Isley / Rudolph Isley) (1967, #8) (キャピトル)
4. Kenny & the Kasuals : Journey to Tyme (Jerry Smith/Mark Lee) (1966, Uncharted) (United Artists)
5. The Sparkles : No Friend of Mine (Jay Turnbow/Lawrence Parks) (1967、Uncharted) (ヒッコリー)
6. タートルズ : Outside Chance (ウォーレン・ゼヴォン、グレン・クロッカー) (1966、Uncharted) (White Whale)
7. ザ・リッター : Action Woman (Warren Kendrick) (1967年、Uncharted) (Scotty)
8. Elastik Band: Spazz (David Cortopassi) (1967年、Uncharted) (アトコ)
9. チョコレート・ウォッチバンド : Sweet Young Thing (Ed Cobb) (1967年、Uncharted) (Uptown)
10. ストロベリー・アラーム・クロック : Incense and Peppermints (ジョン・カーター/ティモシー・ギルバート) (1967, #1) (ユニ)
11. The Brogues : I Ain't No Miracle Worker (Nancie Mantz/ Annette Tucker) (1965, Uncharted) (チャレンジ)
12. ラヴ : 7 and 7 Is (アーサー・リー) (1966, #33) (エレクトラ)
13. The Outsiders : Time Won't Let Me (Thomas King/Chet Kelley) (1966, #5) (キャピトル)
14. The  Squires：Going All the Way (マイケル・ブイヤ) (1966年、アンチャーテッド) (アトコ)
15. シャドウズ・オブ・ナイト : I'm Gonna Make You Mine (Carole Bayer /William Carr/Carl D'Errico) (1966, #90) (ダンウィッチ)
16. キム・フォーリー：The Trip (デニス・ハーデスティ/キム・フォーリー/ポール・ゲデス) (1965年、アンチャーテッド) (コービー)
17. ザ・シーズ : Can't think to make you mine (Sky Saxon) (1967, #41) (GNP Crescendo)
18. ザ・リメインズ : Why Do I Cry (Barry Tashian) (1965、Uncharted) (Epic)
19. ボー・ブラメルズ : Laugh, Laugh (ロン・エリオット) (1965, #15) (秋)
20. The Nightcrawlers : The Little Black Egg (Michael Stone/Chuck Conion) (1967, #85) (カップ)
21. The Gants：I Wonder (シド・ヘリング) (1967年、アンチャーテッド) (リバティ)
22. The Five Americans : I See the Light (Norman Ezell/Mike Rabon/John Durrill) (1966, #26) (HBR)
23. The Woolies：Who Do You Love (Ellas McDaniel) (1967、#95) (ダンヒル)
24. The Swingin' Medalions : Double Shot (Of My Baby's Love) (Cyril Vetter /Don Smith) (1966, #17) (スマッシュ)
25. The Merry-Go-Round : Live (Emitt Rhodes) (1967, #63) (A&M)
26. ポール・リヴィア&ザ・レイダーズ : Steppin' Out (Paul Revere / Mark Lindsay) (1965, #46) (コロンビア)
27. キャプテン・ビーフハート & ヒズ・マジック・バンド : Diddy Wah Diddy (Ellas McDaniel / Willie Dixon) (1966年、Uncharted) (A&M)
28. ザ・ソニックス：Strychnine (ジェラルド・ロスリー) (1965年、アンチャーテッド) (エチケット)
29. Syndicate of Sound : Little Girl (Bob Gonzalez/Don Baskin) (1966, #8) (ベル)
30. ブルース・マグース : (We Ain't Got) Nothin' Yet (Ronald Gilbert/Ralph Scala/Michael Esposito/Emil Thielhelm) (1966, #5) (マーキュリー)
31. Max Frost and the Troopers : Shape of Things to Come (Barry Mann / Cynthia Weil) (1968, #22) (Tower)

### DISC 3
1. The Hombres : Let It Out (Let It All Hang Out) (ビル・カニンガム/ジョン・ハンター/ジェリー・マスターズ/ゲイリー・マッキューエン) (1967, #12) (ヴァーヴ・フォーキャスト)
2. ゴリウォッグス : Fight Fire (ジョン・フォガティ/トム・フォガティ) (1966年、Uncharted) (Sagitarius)
3. New Colony Six : At the River's Edge (Walter Kemp) (1966年、Uncharted) (Sentaur)
4. The Daily Flash：Jack of Diamonds (arr. Steve Lalor/Don MacAllister/Jon Keliehor/Doug Hastings) (1966、アンチャーテッド) (オウム)
5. Lyme and Cybelle : Follow Me (ウォーレン・ジヴォン / ヴァイオレット・サンタンジェロ) (1966, #65) (白鯨)
6. The Choir : It's Cold Outside (Daniel Klawon) (#68)
7. The Rare Breed : Beg, Borrow and Steal (Joseph DiFrancesco/Louis Zerato) (1966 年、#28、 Ohio Expressとして再発行されたとき) (Attack)
8. Sir Douglas Quintet : She's About a Mover (Doug Sahm) (1965, #13) (Tribe)
9. The Music Explosion : Little Bit O' Soul (ジョン・シェイクスピア/ケネス・ルイス) (1967, #2) (ローリー)
10. The E-Types : Put the Clock Back on the Wall (アラン・ゴードン/ ゲイリー・ボナー) (1967年、アンチャーテッド) (タワー)
11. The Palace Guard：Falling Sugar (ローレンス・ラッシュ/ポール・レカ) (1966年、アンチャーテッド) (ヴァーヴ)
12. The Gestures : Run, Run, Run (Dale Menten) (1964, #44) (Soma)
13. The Rationals : I Need You (Ray Davies) (1967年、Uncharted) (A-Square)
14. The Humane Society : Knock, Knock (Woody Minnick/Danny Wheetman) (1967年、Uncharted) (Liberty)
15. The Groupies : Primitive (Robert Cortez/Norman Desrosiers/Peter Hendleman/Gordon McLaren/Ronald Peters/Steven Venet) (1966、Uncharted) (アトコ)
16. ザ・ソニックス：Psycho (ジェラルド・ロスリー) (1967年、アンチャーテッド) (エチケット)
17. The Lyrics：So What!! (クリストファー・ゲイロード) (1965年、アンチャーテッド) (ERA)
18. ロリポップ・ショップ : You Must Be a Witch (Fred Cole) (1968、Uncharted) (ユニ)
19. The Balloon Farm : A Question of Temperature (マイケル・アペル/ エドワード・シュナッグ / ドナルド・ヘニー) (1968, #37) (ローリー)
20. Mouse and the Traps : Maid of Sugar - Maid of Spice (ロニー・ワイス/ ノックス・ヘンダーソン) (Fraternity)
21. The Uniques : You Ain't Tuff (Knox Henderson/Lawrence Puckett) (1966、Uncharted) (ポーラ)
22. ステンデルズ : Sometimes Good Guys Don't Wear White (Ed Cobb) (1966, #43) (Tower)
23. モジョ・メン : She's My Baby (James Alaimo/Paul Curcio/Steven Alaimo) (リプリーズ)
24. The Unrelated Segments : Story of My Life (Rory Mackavich/Ronald Stults) (1967, Uncharted) (HBR)
25. The Third Bardo : I'm Five Years Ahead of My Time (Rusty Evans / Victoria Pike) (1967、Uncharted) (Roulette)
26. We the People : Mirror of Your Mind (Thomas Talton) (1966、Uncharted) (Challenge)
27. シャドウズ・オブ・ナイト : Bad Little Woman (Tito Tinsley/Victor Catling/Roderick Demick/Herbert Armstrong/Brian Rosbotham) (1966, #91) (ダンウィッチ)
28. ミュージック・マシーン : Double Yellow Line (Sean Bonniwell) (1967, #111) (オリジナルサウンド)
29. The Human Expression : Optical Sound (Jim Quarles/Jim Foster) (1967, Uncharted) (アクセント)
30. アンボイ・デュークス : Journey to the Center of the Mind (Ted Nugent /Steven Farmer) (1968, #16) (メインストリーム)

### DISC 4
1. チョコレート・ウォッチバンド : Are You Gonna Be There (At the Love-In) (Ethon McElroy/Donald Bennett) (1967、Uncharted) (タワー)
2. The Leaves : Too Many People (ビル・ラインハート/ジム・ポンズ) (1966年、Uncharted) (Mira)
3. The Brigands : (Would I Still Be) Her Big Man (Kris Resnick/ Arthur Resnick) (1966, Uncharted) (エピック)
4. The Barbarians : Are You a Boy or Are You a Girl (Douglas Morris / Ron Morris) (1965, #55) (ローリー)
5. Sam the Sham & the Pharaohs : Wooly Bully (Domingo Samudio) (1965, #2) (MGM)
6. The Strangeloves : I Want Candy (Robert Feldman / Jerry Goldstein / Richard Gotthrer / Bert Berns) (1965, #11) (Bang)
7. The Kingsmen：Louie Louie (リチャード・ベリー) (1963年、#2) (ワンド)
8. ニッカーボッカーズ : One Track Mind (リンダ・コリー/キース・コリー) (1966, #46) (チャレンジ)
9. The Wailers : Out of Our Tree (ロナルド・ガードナー/ケント・モリル/ジョン・オームズビー) (1965年、アンチャーテッド) (エチケット)
10. Harbinger Complex : I Think I'm Down (James Hockstaff/Robert Hoyle) (1967、Uncharted) (ブレント)
11. The Dovers : What Am I going to Do (Tim Granada) (1965、アンチャーテッド) (Miramar)
12. ザ・シャーラタンズ : Codine (Buffy Saint-Marie) (1966年、Uncharted) (Kapp)
13. The Mystery Trend : Johnny Was a Good Boy (Ronald Nagle / Robert Cuff) (1967年、アンチャーテッド) (ヴァーヴ)
14. Clefs of Lavender Hill : Stop - Get a Ticket (Travis Fairchild/Coventry Fairchild) (1966, #80) (Date)
15. The Monks : Complication (Gary Burger /Larry Spangler/David Havlicek/Roger Johnston/Thomas Shaw) (1966, Uncharted) (International Polydor Production)
16. ザ・ソニックス : The Witch (Gerald Roslie) (1965年、Uncharted) (Etiquette)
17. エレクトリック・プルーンズ : Get Me to the World on Time (Annette Tucker / Jill Jones) (1967, #27) (リプリーズ)
18. The Other Half : Mr. Pharmacist (Jeff Nowlen) (1966、Uncharted) (GNP クレッシェンド)
19. Richard and the Young Lions : Open Up Your Door (Larry Brown /Neval Abounader/Raymond Bloodworth) (1966, #99) (Philips)
20. ポール・リヴィア&ザ・レイダーズ : Just Like Me (Richard Dey/Roger Hart) (1965, #11) (コロンビア)
21. We the People : You Burn Me Up and Down (Thomas Talton) (1966、Uncharted) (チャレンジ)
22. The Lemon Drops : I Live in the Springtime (Roger Weiss) (1967, Uncharted) (レンブラント)
23. Fenwyck：Mindrocker (キース・コリー/リンダ・コリー) (1967年、アンチャーテッド) (チャレンジ)
24. The Rumors: Hold Me Now (Benson Turner/Norman Prinsky) (1965, Uncharted) (Gemcor)
25. The Underdogs : Love's Gone Bad (Eddie Holland / Lamont Dozier / Brian Holland) (1967, #122) (VIP)
26. スタンデルズ : Why Pick on Me (Ed Cobb) (1966, #54) (Tower)
27. The Zakary Thaks : Bad Girl (1966年、Uncharted) (J-Beck)
28. GONN : Blackout of Gretely (Rex Garrett/Craig Moore) (1966、Uncharted) (Emir)
29. The Bees : Voices Green and Purple (Rob Wood/Tom Willsie) (1966, Uncharted) (リバプール)
30. Davie Allan & the Arrows : Blues' Theme (Mike Curb / Davie Allan) (1967, #37) (Tower)

## ナゲッツ・シリーズ
1980年代半ばから後半にかけて、ライノはナゲッツの名前を冠した一連の15枚のアルバムをリリースした。これらのアルバムの最初の12枚はそれぞれ、特定のガレージ・ロック・サブジャンルまたは場所に焦点を当てていたが、最後の3枚はよりグローバルなアプローチをとっていました。このシリーズは、ボックス・セットのソース素材の多くを提供した。
ライノは、2001年に4枚のCDボックス・セットである『ナゲッツII:オリジナル・アーティファクツ・フロム・ザ・ブリティッシュ・エンパイア・アンド・ビヨンド、1964-1969』をリリースした。オリジナルのナゲッツはアメリカのシーンに焦点を当てていたが、2番目のコンピレーションではその焦点を世界の他の地域に移し、イギリス(プリティ・シングスやスモール・フェイセスなど)、オーストラリア、ニュージーランド(The Easybeats など) から曲を集めた。その他カナダ (ゲス・フーとホーンテッド)、日本 (ザ・モップス)、アイスランド (トール・ハンマー)、ペルー (ウィー・オール・トゥゲザー)、ブラジル (オス・ムタンチス)など。
ライノは 2004年にナゲッツのタイトルを使用してさらに2つのコンピレーションをリリースした。どちらのディスクも、ライノのインターネット専用レーベルライノ・ハンドメイドを通じて、それぞれ7500枚の限定プレスでリリースされた。
ライノはまた、2005年後半にオリジナルのナゲッツの影響を受けたバンドによる4枚のCDセットである『Children of Nuggets: Original Artyfacts From The Second Psychedelic Era, 1976-1995』をリリースした。

## ナゲッツ・ボリューム 2
オリジナルのナゲッツの2枚組LPセットを編集したレニー・ケイは、リリースされることのなかった第2巻も編集した。曲の多くは後のナゲッツに収録されたが、一部は収録されなかった。以下は、レニー・ケイの未発表のナゲッツ第2巻の仮のトラック・リスト。
1. ラヴィン・スプーンフル – Do You Believe in Magic (カーマ・スートラ)
2. †The Outsiders – Time Won't Let Me (キャピトル)
3. レフト・バンク – Walk Away Renée (スマッシュ)
4. †Syndicate of Sound – Little Girl (ベル)
5. †The Balloon Farm – A Question of Temperature (ローリー)
6. †Swingin' Medallion – Double Shot of My Baby's Love  (スマッシュ)
7. The Gentrys - Keep On Dancing(MGM)
8. †The Music Machine - Talk Talk (原音)
9. The Five Americans - I See the Light (アブナック/HBR)
10. ? & the Mysterians – 96 Tears (カメオ)
11. †Richard &amp; The Young Lion– Open Up Your Door (フィリップス)
12. †The Beau Brummels – Laugh, Laugh または Just a Little (オータム) (Laugh, Laughはボックス・セットに収録)
13. †Clefs of Lavender Hill – Stop-Get a Ticket (Date)
14. The Rainy Daze – That Acapulco Gold (ユニ)
15. †The Elastik Band – Spazz (アトコ)
16. †The Mystery Trend – Johnny Was a Good Boy (ヴァーヴ)
17. The Good Rats – The Hobo (カップ)
18. ‡イエロー・バルーン – Yellow Ballon (カンタベリー)
19. †The Gestures – Run Run Run (ソーマ)
20. The Choir – It's Cold Outside (Roulette)
21. Bobby Fuller Four – I Fought the Law (Mustang)
22. The Myddle Class – Free as the Wind (Tomorrow)
23. The Evil – Whatcha Gonna Do About It? (キャピトル)
24. The Gants – Road Runner (Liberty)
25. †The Music Explosion – A Little Bit of Soul (Laurie)
26. The North Atlantic Invasion Force – Black on White (Mr. G)
27. The Monocles – Spider and the Fly (Chicory)
28. †The Lollipop Shoppe – You Must Be a Witch (Uni)
29. The Kaleidoscope – Just a Taste (Epic)
30. †Gonn – Blackout of Gretely (Emir)
31. The Squires – Goin' All the Way (アトコ)
32. Link Cromwell (a.k.a. Lenny Kaye) – Crazy Like a Fox (Hollywood)

- †の印が付いたトラックは、4枚組の『Nuggets』ボックス セットに収録。
- ‡の印が付いたトラックは、『Where the Action Is! Los Angeles Nuggets: 1965–1968』に収録。